# Daniel Sundén-Cullberg
Daniel Alrik Sundén-Cullberg (* 6. April 1907 in Stockholm; † 27. Januar 1982 in Veinge) war ein schwedischer Segler.

## Erfolge
Daniel Sundén-Cullberg, der Mitglied des Kungliga Svenska Segelsällskapets war, nahm an den Olympischen Spielen 1932 in Los Angeles mit Gunnar Asther in der Bootsklasse Star teil. Mit 28 Gesamtpunkten belegten sie in ihrem Boot Swedish Star hinter Gilbert Gray und Andrew Libano aus den Vereinigten Staaten sowie den Briten Peter Jaffe und Colin Ratsey den dritten Platz und gewannen damit die Bronzemedaille.